# صاروخ

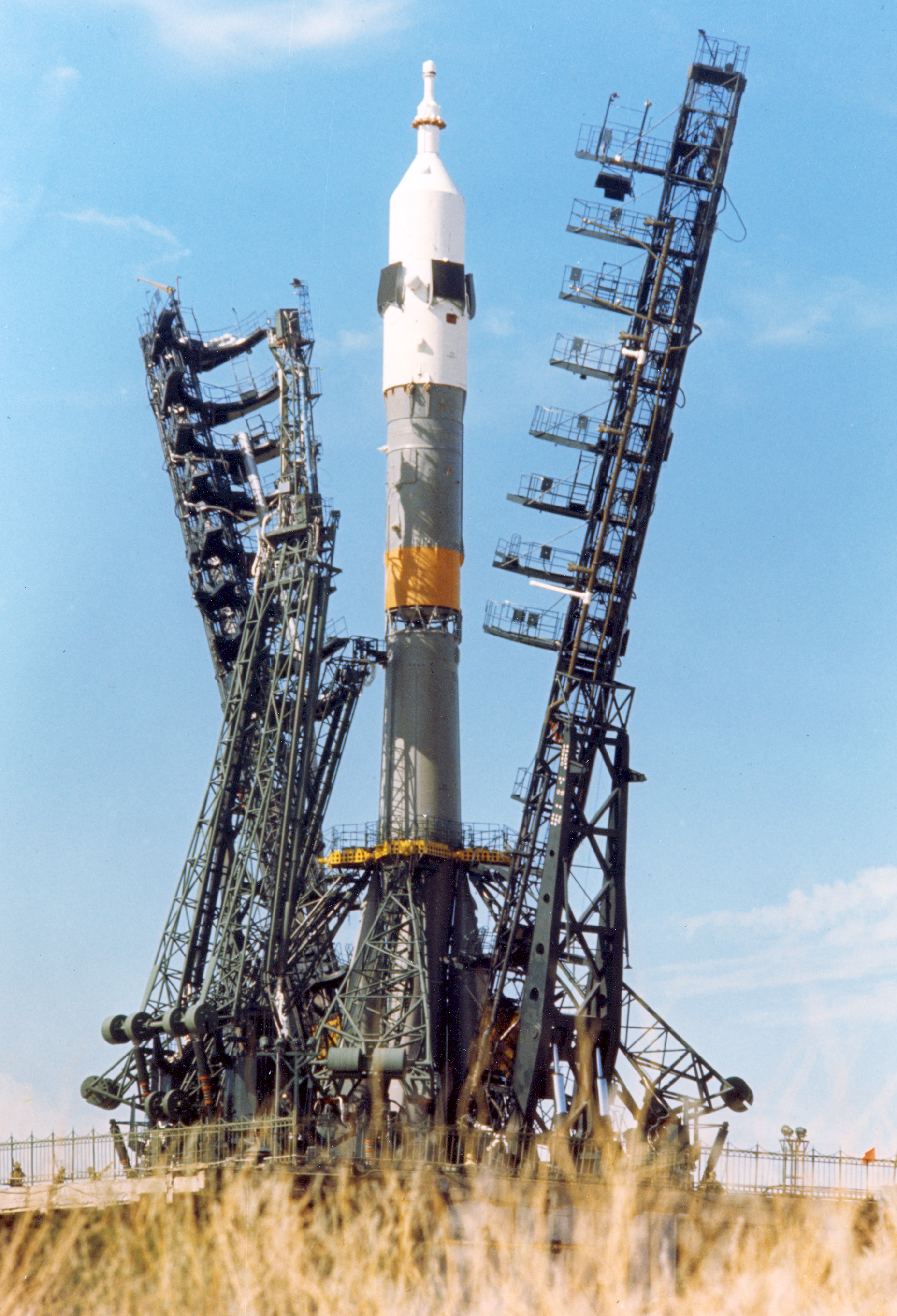
صاروخ سويوز، في منصّة الإطلاق ببيكونور.

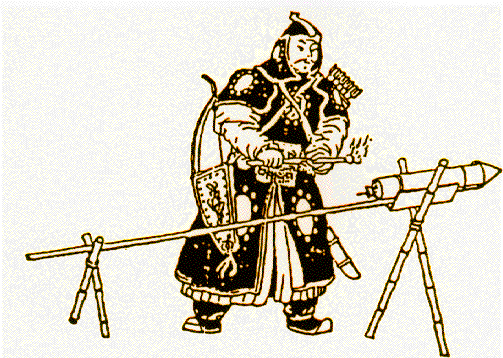
صاروخ صيني قديم.

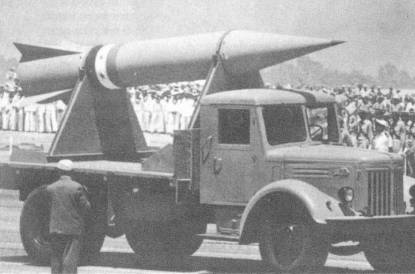
صاروخ من حقبة الجمهورية العربية المتحدة.

الصاروخ في نظام الديناميكا الهوائية هو جسم طائر خلال مائع يعمل على مبدأ الاندفاع عن طريق رد الفعل لاحتراقات تتم في غرفة الاحتراق كما هو مبين في الأسفل وهو مبدأ ذاتي، غير مرتبط بوجود هواء يحيط بالصاروخ ؛ أي أن الصاروخ أو الدفع الصاروخي يعمل أيضا في الفضاء الخالي من الهواء مثلا (حين لا يحتاج احتراق الوقود للهواء). وهو يتميز عن القذيفة في أن مرحلة التسارع لدى الصاروخ أطول وكذلك الحال بالنسبة للمدى.

ويختلف حجم الصاروخ من صواريخ الألعاب النارية مرورا بالصواريخ العسكرية إلى الصواريخ العملاقة كصاروخ زحل 5 الذي استعمل في استكشاف القمر خلال مشروع أبولو.

## نبذة تاريخية
تخضع معظم الصواريخ من الاحداث التاريخية السابقة الى مبدا دوستفسكي وقوانين الجاذبية. ومن ابرز صواريخ القرن التاسع عشر هو فاو 2 اول صاروخ الماني ضهر خلال الحرب العالمية الثانية ويعد من الصواريخ طويلة المدى المزودة بنظام توجيه ميكانيكي.

## الأسس العلمية
في أي نظام ما يساوي مضروب التسارع في الكتلة أي (مضروب المعدل الزمني لتغير السرعة في الكتلة) قوة الدفع الناتجة. فإذا حددنا النظام كما هو مبين في الصورة عند احتراق الوقود في المحرك الصاروخي بكثافة ودرجة حرارة عالية فإن جزيئات الغاز الناتجة عن الاحتراق تتحرك بسرعة شديدة وضغط عال متجهة إلى خارج الصاروخ، وعلى ذلك يتحرك الصاروخ في الاتجاه المعاكس لخروج الغاز طبقا قانون نيوتن الثالث الخاص برد الفعل، بحيث يكون مضروب وزنه في سرعته يساوي مضروب وزن الغاز في سرعته ولكن في الاتجاه العكسي (طبقا لقانون انحفاظ كمية الحركة). بالنسبة للصاروخ فوزنه متغير بسبب استهلاكه المستمر لما يحمله من وقود، ويجب أخذ ذلك في الاعتبار عند حساب المعادلة المذكورة أعلاه. إلى جانب الميكانيكا التي تصف حركة الصواريخ والقوى المؤثرة عليها فإن للديناميكا الحرارية والكيمياء دورين هامين في تطوير وقود الصواريخ خاصة وفي مجال الدفع الصاروخي.

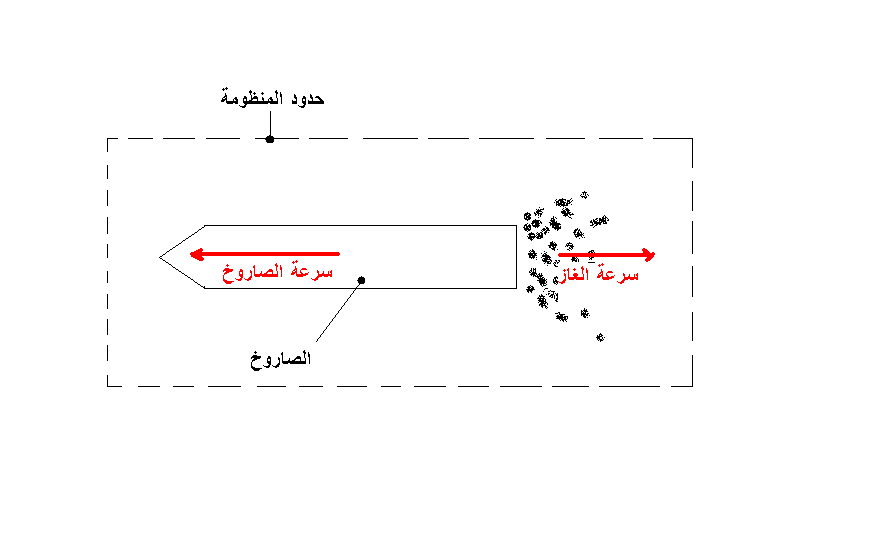
V2

تعود بداية الصواريخ إلى أوائل القرن الثالث عشر الميلادي، حيث استخدمها العرب في صد الصليبيين ونجد أول وصف تفصيلي للصواريخ بواسطة العالم العربي حسن الرماح، وفي الحروب الصليبية انتقلت تقنية الصواريخ إلى أوروبا. ومع قيام الحربين العالميتين اهتم الألمان اهتماماً بالصواريخ، وتحت اشراف عالم الصواريخ الألماني فرنر فون براون قاموا بتكوير وتصنيع صواريخ عدة منها صاروخ فاو-1 (V1) وفاو-2 (V2) الذان أطلقتهم ألمانيا بأعداد كبيرة على لندن وجوارها فقتلوا ما يزيد عن 6000 شخص.

## حساب دفع الصاروخ
يحرق المحرك الصاروخي جزءا صغيرا من الوقود الذي يحمله كل ثانية، بحيث يندفع الغاز المحترق الساخن خارج الصاروخ بسرعة عالية جدا. وهذا يعني أن لابد ان تكون نسبة الدفع إلى وزن الصاروخ كبيرة حتي يستطيع الصاروخ الإقلاع. وتبلغ هذه النسبة للصواريخ من 1:70 إلى 1:100، في حين تصل تلك النسبة إلى 1:10 فقط بالنسبة لمحرك الطائرة النفاثة.
وتعطينا المعادلة التالية دفع الصاروخ:
{\displaystyle F_{n}={\dot {m}}\;v_{e}}
حيث:
{\displaystyle {\dot {m}}\,} معدل تدفق الوقود (كيلوجرام /ثانية)
{\displaystyle v_{e}\,} سرعة خروج الغاز المحترق (متر / ثانية)
وعادة ما تكون سرعة خروج الغاز المحترق {\displaystyle v_{e}} ثابتة في الفراغ. إلا أن السرعة الحقيقية للغاز تقل في وجود الضغط الجوي خصوصا على مستوي سطح الأرض. أما في الفضاء فتصبح سرعة اندفاع الغاز مساوية للسرعة الفعلية.

## نسبة الدفع إلى الوزن
تعتبر نسبة الدفع إلى الوزن للصاروخ مقياس لعجلة الصاروخ (تسارعه) معبرا عنها بعجلة الجاذبية الأرضية g. ونسبة الدفع إلى الوزن F/Wg هي قيمة مطلقة تعطي عجلة الصاروخ بالنسبة إلى g0، في حالة أقلاع الصاروخ في الفراغ من دون تأثير للجاذبية.
ولكن الصاروخ يقلع عادة من الأرض ويقع بذلك تحت تأثير الجاذبية الأرضية من جهة كما هو معرض إلى الضغط الجوي من جهة أخرى.
ولهذا فإن تعيين نسبة دفع الصاروخ إلى وزنه يستلزم أخذ الوزن الكلي للصاروخ على سطح الأرض في الحسبان. وهذا الوزن الكلي Wg يتكون من وزن الوقود ووزن الصاروخ نفسه. وتسمى هذه النسبة نسبة الدفع إلى الوزن على الأرض (Thrust-to-Earth-weight ratio).
ونسبة الدفع إلى الوزن على الأرض للصاروخ تعطي عجلة الصاروخ كنسبة مقارنة لعجلة الجاذبية الأرضية g0.
لهذا نجد أن نسبة الدفع إلى الوزن لمحرك الصاروخ تكون أكبر بالنسبة إلى وزن المحرك نفسه عن النسبة إلى وزن الصاروخ كله. وفائدة تعيين نسبة الدفع إلى وزن المحرك أنها تعطينا الحد الأقصى للعجلة (التسريع) التي يمكن أن يكتسبها صاروخ
معين نظريا على أساس كمية وقود محدودة الوزن وتصميم للهيكل مناسب.
ولكي ينجح الإقلاع من على سطح الأرض لا بد أن تكون نسبة الدفع إلى الوزن أكبر من 1 (أي أكبر من g.). ويسهل الإقلاع كلما كانت تلك النسبة أكبر من g.
وهناك مسائل عديدة تؤثر على نسبة الدفع إلى الوزن وهي تتغير أثناء الإقلاع بحسب سرعة الصاروخ والارتفاع عن الأرض وكذلك تغير وزن الصاروخ بسبب استهلاك الوقود المستمر. وكذلك تؤثر العوامل الجوية على الإقلاع مثل درجة الحرارة، والضغط وكثافة الهواء. وبحسب نوع المحرك ووزن الصاروخ يعتمد اقلاعة أيضا على الجاذبية الأرضية في مكان الإقلاع وكذلك الموقع بالنسبة إلى خط العرض الجغرافي.

## مثال حسابي
تبلغ قوة دفع المحرك الصاروخي (RD-180) الروسي الصنع 3820 كيلو نيوتن (kN) عند سطح البحر، وتبلغ كتلته 5307 كجم. وباعتبار أن عجلة الجاذبية الأرضية تبلغ 9.807 متر/ثانية.ثانية، يمكن حساب نسبة الدفع إلى وزن المحرك عند مستوي البحر كالآتي:
{\displaystyle {\frac {T}{W}}={\frac {3,820\ \mathrm {kN} }{(5,307\ \mathrm {kg} )(9.807\ \mathrm {m/s^{2}} )}}=0.07340\ {\frac {\mathrm {kN} }{\mathrm {N} }}=73.40\ {\frac {\mathrm {N} }{\mathrm {N} }}=73.40}
حيث :
T دفع المحرك،
W وزن المحرك.
و 1kN = 1000 N = 1000 kg.m/s²
أي أن نسبة دفع المحرك إلى وزنه تبلغ نحو 73، مع ملاحظة أن تلك النسبة تؤول إلى المحرك ذاته بدون أخذ وزن الوقود في الحسبان.

## الإستعمالات
تُستعمَل الصواريخ لأغراض متعددة منها:
- التجسس واثبات القدرة: أطلق السوفييت سبوتنيك 1 في الرابع من أكتوبر عام 1957 م، ومنذ ذلك اليوم كانت بداية سباق الفضاء بين الاتحاد السوفيتي والولايات المتحدة الأمريكية، حيث أطلقت كلتا الدولتين أقماراً صناعية وسفن فضاء مأهولة وغير مأهولة على متن صواريخ ضخمة لإستكشاف الفضاء ودراسة خطط مستقبلية لبناء محطات فضائية مأهولة بالبشر. وجرت أبحاث سرية لتحقيق ذلك. واستـُخدمت الصواريخ لحمل أقماراً صناعية تُستخدَم بغرض التجسس، تحمل تلك الصواريخ مناظير ومستشعرات حرارية وأجهزة تنصت ذات قدرات هائلة قادرة على كشف مواقع المنشآت العسكرية ورصد تحركات القطع العسكرية علىَ سطح الأرض، وكل ذلك يتم من خلال أقمار صناعية تحلق في مدارات خارج الغلاف الجوي للأرض، وما زال هذا السباق مستمراً وتشارِك فيه دول عديدة مثل الصين وفرنسا واليابان وتايوان وإنجلترا، ولكن أصبح الهدف هو الاستفادة من الإستطلاع من الفضاء.
- حمل الأقمار الصناعية وسفن الفضاء إلى مداراتها حول الأرض.
- الاستخدام العسكري: حيث تؤدي الصواريخ دوراً هاماً في الحروب الحديثة، فهي تهدد المدن، وتُعتبَر من وسائل الضغط على العدو لإملاء سياسات الدولة، وهي أيضاً العمود الفقري للدفاع جوي. كما توجد صواريخ مضادة للدبابات، والموجَّهة نحو أهداف أرضية أو بحرية أو حتىَ فضائية.

وتصنَّف الصواريخ في هذا المجال كالآتي: صواريخ (أرض-أرض) مثل صواريخ سكود الروسية وَ أرض-جو مثل صواريخ سام الروسية وَ باتريوت الأمريكية صواريخ وَ (أرض-سطح) - وهذا النوع من الصواريخ ينطلق من منصات أرضية، هناك أيضاً صواريخ جو-جو مثل صواريخ سايدويندر وَ (جو-سطح) وَ (جو-أرض) - وهذه الصواريخ تطلقها الطائرات، وهناك صواريخ (سطح-أرض) مثل صواريخ كروز ويمكن أن يطلقها الأسطول البحري، وأيضاً هناك صواريخ (سطح-جو) وَ (سطح-سطح) وهذه الصواريخ تطلقها السفن، وأيضاً تُطلَق الصواريخ من الغواصات أو نحو الغواصات، وغالباً تَحمِل الصواريخ التي تَطلَق من الغواصات رؤوساً نووية.

## أنواع الصواريخ حسب طريقة الدفع
هناك أربعة أنواع رئيسية من الصواريخ: 1- صواريخ الوقود الدافع الصلب 2- صواريخ الوقود الدافع السائل 3- الصواريخ الايونية 4- الصواريخ النووية.

### صاروخ الوقود الدافع الصلب
يحرق مادة صلبة تسمى الحبوب. يصمم المهندسون أغلب الحبوب بلب أجوف. ويحترق الدافع من اللب إلى الخارج. ويحجب الدافع غير المشتعل غلاف المحرك من حرارة الاحتراق.
صواريخ الوقود الدافع الصلب. تحرق مادة بلاستيكية أو مطاطية تسمى الحبوب. وتتكون الحبوب من الوقود والمؤكسد في الحالة الصلبة. على خلاف بعض أنواع الوقود السائل، فإن الوقود والمؤكسد للمادة الصلبة لا يشتعلان إذا تلامسا مع بعضهما. ويجب إشعال الوقود بإحدى طريقتين: يمكن إشعاله بحرق شحنة صغيرة من المسحوق الأسود وهو خليط من نترات البوتاسيوم، والفحم النباتي والكبريت. كذلك يمكن إشعال الوقود الصلب بالتفاعل الكيميائي لمركب كلور سائل يرش على الحبوب.
تتراوح درجة الحرارة في غرفة الاحتراق للوقود الصلب للصاروخ بين 1,600° و 3,300°م. يستعمل المهندسون في أغلب هذه الصواريخ الفولاذ القوي جدًا أو التيتانيوم لبناء حوائط الغرفة حتى تقاوم الضغط الذي ينشأ عن درجات الحرارة العليا. كذلك يستعملون الألياف الزجاجية أو مواد بلاستيكية خاصة.
يحترق الوقود الصلب أسرع من الوقود السائل، لكنه ينتج قوة دفع أقل من التي تنتج من احتراق نفس الكمية من وقود سائل في نفس الوقت. يظل الوقود الصلب فعالاً لفترات طويلة من التخزين ولا يمثل خطورة تذكر حتى عند الإشعال. ولا يحتاج الوقود الصلب إلى أجهزة للضخ والمزج اللازمة للوقود السائل، لكنه من ناحية أخرى، صعب إيقافه وإعادة إشعاله. والمفترض أن تتوفر لرواد الفضاء القدرة على إيقاف وبدء عملية احتراق الوقود حتى يمكنهم التحكم في طيران سفنهم الفضائية. وهناك طريقة واحدة تستعمل لوقف الاحتراق وهي نسف مقطع الفوهة من الصاروخ. لكن هذه الطريقة تمنع إعادة الإشعال.
تُستعمل صواريخ الوقود الصلب أساسًا في استخدامات الجيوش. ويجب أن تكون الصواريخ الحربية مستعدة للانطلاق في أي لحظة، ويمكن تخزين الوقود الصلب أفضل من أي وقود دافع آخر. وتوفر صواريخ الوقود الصلب الطاقة للصواريخ العابرة للقارات، بما في ذلك صاروخ مينوتيمان-2، وإم إكس، وكذلك للقذائف الصغيرة مثل هوك، وتالوس، وتِريرْ. وتُسْتَعْمَل صواريخ الوقود الصلب أداة إضافية لحمل الصواريخ مثل: صواريخ جاتو، وتستعمل كذلك بمثابة صواريخ صوتية. كما تستعمل صواريخ الوقود الصلب في عروض الألعاب النارية.

### صاروخ الوقود الدافع السائل
يحمل الوقود والمؤكسد كلا في خزان منفصل. يدور الوقود خلال غلاف تبريد المحرك قبل دخوله غرفة الاحتراق. هذه الدورة ترفع درجة حرارة الوقود للاحتراق وتساعد على تبريد الصاروخ.
صواريخ الوقود الدافع السائل تحرق خليطًا من الوقود والمؤكْسِد في شكل سائل. وتحمل هذه الصواريخ الوقود والمؤكْسِد في صهريج منفصل. وتغذي شبكة من الأنابيب والصمامات عنصري الوقود داخل غرفة الاحتراق. وينبغي أن يمر الوقود أو المؤكسد حول الغرفة قبل المزج مع العناصر الأخرى. وهذا من شأنه أن يبرِّد غرفة الاحتراق ويسخِّن مسبقًا عناصر الوقود للاشتعال.
تتضمن طرق تغذية الوقود والمؤكْسد إلى غرفة الاحتراق استعمال إما مضخات أو غاز ذي ضغط عال. وأكثر الطرق المألوفة هي استعمال المضخات. ويشغل الغاز المنتَج باحتراق جزء صغير من الوقود المضخة التي تدفع الوقود والمؤكسد إلى غرفة الاحتراق. أما الطريقة الأخرى، فيدفع الغاز عالي الضغط الوقود والمؤكْسد إلى غرفة الاحتراق. ويمكن الحصول على مصدر الغاز ذي الضغط العالي من النيتروجين، أو بعض الغازات الأخرى المخزونة تحت الضغط العالي، أو من حرق كمية صغيرة من الوقود.
بعض أنواع الوقود السائل التي تسمى ذاتية الاشتعال تشتعل عندما يتلامس الوقود والمؤكسد. لكن معظم أنواع الوقود السائل تحتاج إلى جهاز إشعال. ويمكن أن يشتعل الوقود السائل عن طريق شرارة كهربائية، أو حرق كمية صغيرة من مادة متفجرة صلبة داخل غرفة الاحتراق. يستمر الوقود السائل في الاحتراق ما دام سريان خليط الوقود والمؤكسد مستمرًا في الوصول إلى غرفة الاحتراق.
تُبنىَ أغلب خزانات الوقود السائل من الفولاذ أو الألومنيوم الرقيق عالي الصلابة. وأغلب غرف الاحتراق في هذه الصواريخ مصنوعة من الفولاذ أو النيكل.
يُنْتِج الوقود السائل عادةً قوة دفع أكبر من التي تُنتَج من احتراق نفس الكمية من الوقود الصلب في نفس الفترة الزمنية. كذلك فهو أسهل في بدء وإيقاف الاحتراق من الوقود الصلب. ويمكن التحكم في الاحتراق فقط بفتح أو غلق الصمامات. لكن يصعب التعامل مع الوقود السائل. فإذا خلطت عناصر الوقود دون إشعال، فإن الخليط سوف ينفجر بسهولة. كذلك يحتاج الوقود السائل إلى صواريخ أكثر تعقيدًا عما في حالة الوقود الصلب.
يَستعمِل العلماء صواريخ الوقود السائل لأغلب السفن التي تُطلَق إلى الفضاء؛ فعلى سبيل المثال، وفرت صواريخ الوقود السائل الطاقة للمراحل الثلاث في إطلاق مركبة ساتورن - ف.

### صاروخ أيوني
وهو نوع من الصواريخ الكهربائية. تحول ملفات التسخين الوقود مثل السيزيوم إلى بخار. تغير شبكة تأيين متسامتة من البلاتين الساخن أو التنجستن البخار إلى سيل من الجسيمات المشحونة كهربائيًا تسمى الأيونات.
الصواريخ الكهربائية تَستعمِل الطاقة الكهربائية لإنتاج قوة الدفع. هذه الصواريخ تحوي:
1) صواريخ القوس الكهربائي النفاث
2) صواريخ البلازما النفاثة
3) الصواريخ الأيونية.
ويمكن أن تعمل الصواريخ الكهربائية لفترة أكثر بكثير من أي نوع آخر، لكنها تنتج قوة دفع أقل.
لا يقدر الصاروخ الكهربائي على رفع سفينة فضاء خارج المجال الجوي للأرض، لكن يستطيع دفع مركبة خلال الفضاء. ويعكف العلماء على تطوير الصواريخ الكهربائية لرحلات فضاء طويلة في المستقبل.
صواريخ القوس الكهربائي النفاثة تُسخِّن وقودًا غازيًا بشرارة كهربائية تسمى القوس الكهربائي. هذه الشرارة يمكن أن تسخِّن الغاز إلى ثلاثة أو أربعة أضعاف درجة الحرارة المنتَجة بصواريخ الوقود السائل أو الصلب.
صواريخ البلازما النفاثة نوع من صواريخ القوس الكهربائي النفاثة. يُوَلَّد سريان الغاز المتفجر بوساطة قوس كهربائي يحتوي على جسيمات كهربائية مشحونة. ويُسمى خليط الغاز وهذه الجسيمات (بلازما). وتَستعمِل صواريخ البلازما النفاثة تيارًا كهربائيًا ومجالاً كهربائيًا لزيادة سرعة سريان البلازما من الصاروخ.
الصواريخ الأيونية تُنتِج قوة دفع بوساطة سريان جسيمات مشحونة كهربائياً تسمى الأيونات. يُسمى جزء من الصاروخ الشبكة الأيونية التي تنتج الأيونات كأنها غاز خاص يسير فوق سطح الشبكة. تزداد سرعة سريان الأيونات من الصاروخ بوساطة مجال كهربائيِّ.

### صاروخ نووي
يستعمل الحرارة من مفاعل نووي لتحويل الوقود السائل إلى غاز. يمر معظم الوقود خلال المفاعل. ويسخن بعض الوقود بوساطة فوهة الصاروخ ويمر خلال التوربين الذي يدير مضخة الوقود.
الصواريخ النووية. تُسخِّن الوقود بوساطة مفاعل نووي، وهو آلة تنتج الطاقة عن طريق انشطار الذرات. يصبح الوقود المراد تسخينه بسرعة غازًا متمددًا ساخنًا. وهذه الصواريخ تنتج طاقة تعادل ضعفي أو ثلاثة أضعاف ما تنتجه صواريخ الوقود الدّفعي الصلب أو السائل. ويعمل العلماء على تطوير الصواريخ النووية لرحلات الفضاء.
يُضَخ في الصواريخ النووية هيدروجين سائل إلى المفاعل خلال الجدار المحيط بمحرك الصاروخ. وتساعد عملية الضخ هذه على تبريد الصاروخ، وكذلك على تسخين الهيدروجين السائل. ويمر خلال المفاعل مئات من القنوات الضيقة. وعندما يمر الهيدروجين السائل خلال هذه القنوات، تقوم حرارة من المفاعل بتحويل الوقود إلى غاز متمدد في الحال. ويمر الغاز خلال فوهة العادم بسرعات قد تصل إلى 35,400 كم/ساعة.

## أنواع لبعض الصواريخ
- الولايات المتحدة الأمريكية :Aerobee,Vanguard,Thor,Atlas,Redstone,Saturn, Scout,Titan,Delta,Pegasus,Booster
- روسيا :MMR06,R-7,Sojus,N1,cyclon,Zenit، Kosmos,Proton,Energija,Volna
- أوروبا : Ariane,Meteor
- باكستان :Hatf 5
- إسرائيل :شافيت
- إيران : شهاب-3
- الهند : GSLV,PSLV, SLV,SLV
- الصين :Chang Zheng,Feng bao
- كوريا الشمالية:
- حركة المقاومة الإسلامية حماس : صاروخ القسام
- الحركات الفدائية الفلسطينية فتح[بحاجة لمصدر] : أقصى المطور

## صواريخ مستخدمة للفضاء

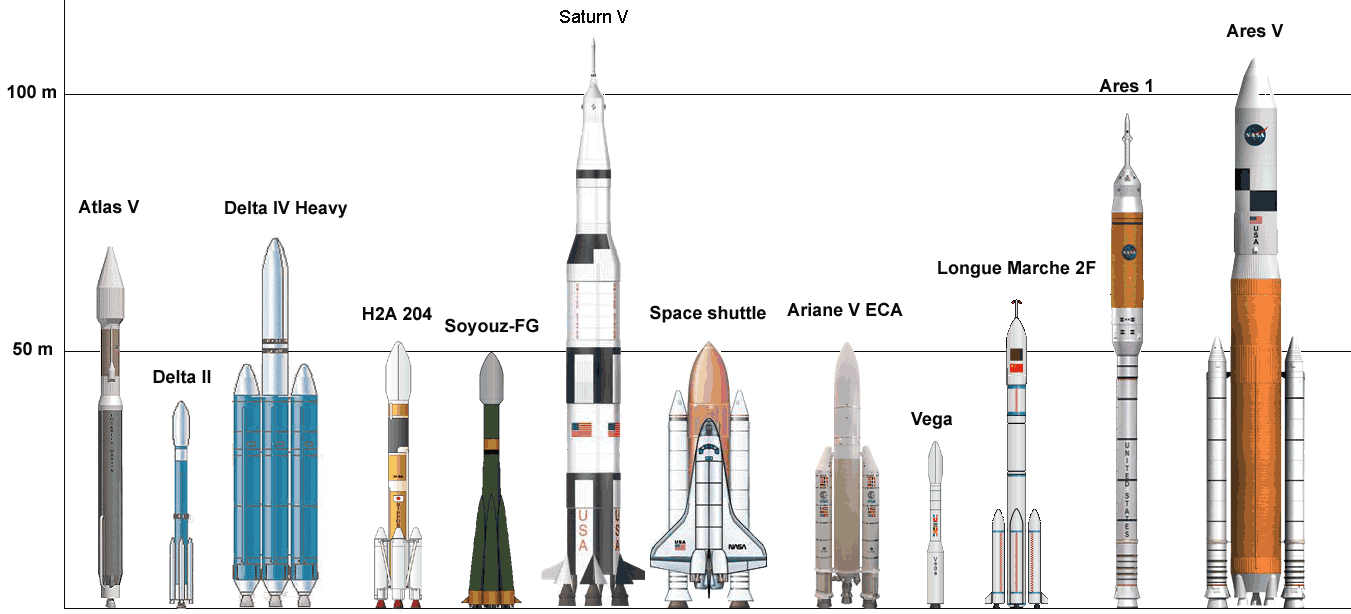
Principaux lanceurs

| الصاروخ          | المصنع           | تاريخ أول رحلة | الحمولة (طن) مدار منخفض | الحمولة (طن) مدار مرتفع | كتلة الصاروخ والحمولة (طن) | ارتفاع | الرحلات الناجحة عدد الرحلات | ملاحظات                                                                                  | الحالة         |
| ---------------- | ---------------- | -------------- | ----------------------- | ----------------------- | -------------------------- | ------ | --------------------------- | ---------------------------------------------------------------------------------------- | -------------- |
| أنجارا (صاروخ)   | روسيا            | 2011           | 24,5                    | 4,5                     | 759                        | 55,4   | 0                           |                                                                                          | في حالة تطوير  |
| Ares V           | الولايات المتحدة | 2019           | 188                     | -                       | ?                          | 116    | 0                           |                                                                                          | في حالة تطوير  |
| آريس 1           | الولايات المتحدة | 2009           | 25                      | -                       | ?                          | 94     | 0                           | للرحلات التي يكون بها رواد                                                               | في حالة تطوير  |
| أريان 5          | أوروبا           | 2002           | 21                      | 9,6                     | 780                        | 56     | 17/18                       |                                                                                          | في نطاق الخدمة |
| أطلس 5           | الولايات المتحدة | 2002           | 12,5                    | 7,6 (GTO)               | 546                        | 58,3   | 8/8                         |                                                                                          | في نطاق الخدمة |
| دلتا 2           | الولايات المتحدة | 1989           | 2,7-6,1                 | 0,9-2,17 (GTO)          | 152-232                    | 39     | 140/142                     |                                                                                          | في نطاق الخدمة |
| دلتا 4           | الولايات المتحدة | 2004           | 25,8                    | 6,3                     | 733                        | 77     | 2/3                         |                                                                                          | في نطاق الخدمة |
| فالكون 9         | الولايات المتحدة | 2009           | 9,9                     | 4,9 (GTO)               | 325                        | 54     | 0                           |                                                                                          | في حالة تطوير  |
| GSLV             | الهند            | 2001           | 5                       | 2,5 (GTO)               | 402                        | 49     | 4/5                         |                                                                                          | في نطاق الخدمة |
| هستون 204        | اليابان          | 2006           | 15                      | 6 (GTO)                 | 445                        | 53     | 1/1                         | السلسلة ه2ا H2A تضم نماذج أخرى. الأولى التي تديرها 2001. 14 عملية إطلاق ناجحة من اصل 15. | في نطاق الخدمة |
| Longue Marche 2F | الصين            | 1999           | 8,4                     | -                       | 464                        | 62     | 7/7                         | للرحلات المأهولة (أي بها رواد فضاء)                                                      | في نطاق الخدمة |
| صاروخ بروتون     | روسيا            | 1965           | 22                      | 6 (GTO)                 | 694                        | 62     | 294/335                     |                                                                                          | في نطاق الخدمة |
| مكوك فضاء        | الولايات المتحدة | 1981           | 24,4                    | 3,8 (GTO)               | 2040                       | 56     | 124/125                     | للرحلات المأهولة                                                                         | في نطاق الخدمة |
| ساتورن 5         | الولايات المتحدة | 1967           | 118                     | -                       | 3039                       | 110    | 13/13                       |                                                                                          | موقوف          |
| Soyouz-FG        | روسيا            | 2001           | 7,1                     | -                       | 305                        | 49,5   | 17/17                       | الرحلات الأولى للسلسلة في 1966 (أكثر من 1700 رحلة)                                       | في نطاق الخدمة |
| Titan IV B ‏      | الولايات المتحدة | 1997           | 21,7                    | 5,8                     | 943                        | 44     | 15/17                       |                                                                                          | موقوف          |
| النسر الواقع     | أوروبا           | 2009           | 1,5                     | -                       | 137                        | 30     | 0                           |                                                                                          | في حالة تطوير  |
| زينيت (صاروخ)    | أوكرانيا         | 1999           | -                       | 5,3                     | 462                        | 59,6   | 26/29                       | يستطيع أن يطلق من منصة متحركة عائمة في البحر                                             | في نطاق الخدمة |

## وصلات خارجية
- من البي بي سي - صواريخ كروز
- من البي بي سي - طرادات الصواريخ الموجهة